# Oliver Goss
Oliver Goss is een golfer uit Nieuw-Zeeland.
In 2011 won hij als amateur met een score van -7 de 6de editie van de ISPS Handa Australian Cup door tijdens de laatste ronde Laura Davies voorbij te gaan. Zij won bij de dames met een score van 65-77 (-2). De beste pro bij de heren was Rodger Davis net 72-69 (-3). Goss was de eerste amateurwinnaar sinds Luke Humphries de titel in 2009 won.
In 2012 werd hij uitgenodigd voor het Aziatisch Amateur Kampioenschap dat in november in Thailand plaatsvond. De winnaar van dat toernooi krijgt standaardeen uitnodiging voor de Masters, net als de winnaars van de US Amateur en het Brits Amateur. 
In 2013 was hij finalist bij het US Amateur en mocht hij aan de Masters en het US Open meedoen.

## Gewonnen
- 2011: ISPS Handa Australian Cup (-7)
- 2012: Western Australian Open, Western Australian Amateur